# KCRG-TV
KCRG-TV est une station de télévision américaine affilié au réseau ABC détenue par Gray Television et située à Cedar Rapids dans l'Iowa sur le canal 9. Elle sert le marché de Cedar Rapids, Waterloo, Iowa City et Dubuque.

## Télévision numérique terrestre
| Canal virtuel | Video | Aspect | Programmation                          |
| ------------- | ----- | ------ | -------------------------------------- |
| 9.1           | 720p  | 16:9   | Programmation principale KCRG / ABC HD |
| 9.2           | 720p  | 16:9   | MyNetworkTV                            |
| 9.3           | 480i  | 16:9   | Antenna TV                             |
| 9.4           | 480i  | 16:9   | Heroes & Icons (en)                    |
| 9.5           | 480i  | 16:9   | Start TV (en)                          |